# Демократична нарада 1917
Демократична нарада — Всеросійська демократична нарада. Відбувалася 27 вересня–5 жовтня (14–22 вересня) в м. Петроград (нині м. Санкт-Петербург). Скликана за ініціативи есеро-меншовицького Всеросійського ЦВК та виконкому рад селянських депутатів з метою послаблення наростаючої загально-національної кризи, стабілізації внутрішнього становища країни після Корнілова заколоту 1917. У роботі взяли участь 1582 делегати від рад, профспілок, національних та інших організацій.
На Д.н. делегати від України (9 – від Малої ради; див. Комітет Української Центральної Ради, 3 – від Всеукраїнської ради військових депутатів) прибули з вимогами, викладеними в наказі Української Центральної Ради (13 пунктів): 
- утворення "однорідного революційного і соціалістичного уряду";
- визнання за всіма націями права на самовизначення;
- скликання кожною нацією національних крайових установчих зборів;
- передання всієї повноти влади в Україні УЦР та Генеральному секретаріатові Української Центральної Ради;
- визнання "Статуту" від 29(16) липня 1917 та ін.

Українська делегація зайняла ліву позицію, виступивши проти коаліції з буржуазією при формуванні Тимчасового уряду. Виступи українських делегатів (М.Порш, М.Шаповал) були зустрінуті більшістю учасників Д.н. дуже неприхильно, президія обмежила регламент українських доповідей, а в петроградській пресі розпочалася хвиля антиукраїнських публікацій.
У цілому робота Д.н. не дала позитивних результатів, виразно показавши, що в середовищі російських соціал-демократів та есерів (див. Російська соціал-демократична робітнича партія, Партія соціалістів-революціонерів) немає єдності щодо вирішення важливих проблем економічного та політичного життя країни.